# Tangi Malmanche
Tangi Malmanche en francès Tanguy Malmanche (Saint-Omer, 7 de setembre de 1875 - Clichy-la-Garenne, 20 de març de 1953) fou un escriptor francès amb gran interès per la cultura bretona i d'expressió tan bretona com francesa. És conegut com a dramaturg, tot i que també va escriure narrativa.

## Biografia
Tangi Malmanche era fill de Gustave Etienne Charles Malmanche, nascut el 24 de juliol de 1834 a Brest,  Comissionat de l'Armada amb seu a París en el moment de naixement, i Marie-Louise Piédalu, nascuda a Douai el 4 juny de 1850. En la seva ascendència paterna comptava amb diversos alcaldes de Brest des del segle xviii (incloent a Charles François Malmanche, el seu besavi, alcalde entre 1790 i 1791, que va ser guillotinat com girondí el 22 de maig de 1794). Tangi va néixer a casa dels avis materns, l'avi era un coronel d'artilleria retirat. A l'oficina de registre, el seu tradicional primer nom bretó va ser escrit com a Tanneguy. La seva família es va establir a Brest uns anys més tard, i va passar l'adolescència en aquesta ciutat (Rue de Traverse) i a la casa de camp de Plabennec, propietat de la seva família, on el seu pare va morir el 2 octubre de 1887. Va ser influenciat per un matrimoni de moliners d'aquest municipi, Urien Coant i Marie Rous, que li van traspassar la cultura bretona. Va assistir a l'escola secundària a Brest, a continuació, va passar al Collège Stanislas de París, va estudiar dret a Rennes entre 1893 i 1894 i va superar també un grau d'arts a la Sorbona de París. Va fer el servei militar a Brest, després va treballar per la companyia de ferrocarrils de l'oest, a continuació, en el món de les assegurances, abans d'establir-se com a artesà ferrer a Courbevoie el 1912.
Es va dedicar a la seva obra literària en el seu temps lliure, la revista bretona L'Hermine li va publicar els primers poemes a partir de 1898. L'agost de 1903 va fundar a París una revista literària mensual que només va tenir quatre números, Spered ar vro. Kelouenn a lizeradur brezounek (L'Esperit del país. Revista de literatura bretona). Es va casar a Courbevoie el 28 de setembre de 1912 amb Jeanne Briantais Jeanne, amb qui va tenir una filla Anne-Marie. El 1914, va ser cridat a files a Nantes, però quinze mesos més tard va tornar a Courbevoie on va seguir sota les ordres de l'exèrcit. Va morir a Clichy-la-Garenne als 77 anys i va ser enterrat en Dives-sur-Mer al departament de Calvados, on havia passat les vacances d'estiu en diverses ocasions.

## Narrativa
- La Tour de Plomb (novel·la, en francès, 1934)
- Kou le corbeau (nouvelle, en francès)
- La Monstre (ou Montre) de Landouzan (nouvelle, en francès)
- Suzanne Le Prestre (nouvelle, en francès)

Les tres nouvelles han estat traduïdes al català per Lourdes Cayetano a l'Editorial Hermenaute, sota el títol de Kou el corb i altres contes bretons ISBN 9788494490262.

## Fons arxivístic
El fons de Tangi Malmanche va ser dipositat a la Biblioteca Yves-Le Gallo del Centre de Recerca Bretona i Celta (CRBC) de la Universitat de Bretanya Occidental. Està compost de la correspondència, de manuscrits i de mecanoscrits de l'autor.
Un Fonds Tanguy Malmanche1 a été déposé en 2002 à la Bibliothèque Yves-Le Gallo2 du Centre de recherche bretonne et celtique (CRBC) de l'Université de Bretagne occidentale. Il comprend des correspondances, des manuscrits et des tapuscrits.